# 2025年シックス・ネイションズ・チャンピオンシップ スコッド
以下は2025年シックス・ネイションズ・チャンピオンシップのスコッドである(2025年3月3日現在)。

## イングランド
2025年1月14日、イングランド代表ヘッドコーチスティーブ・ボーズウィックは36名のスコッドメンバーを発表した
- ヘッドコーチ :  スティーブ・ボーズウィック

| 選手                               | ポジション     | 誕生日 (年齢)          | キャップ | チーム                   |
| ---------------------------------- | -------------- | ---------------------- | -------- | ------------------------ |
| ルーク・カウワン＝ディッキー       | フッカー       | 1993年6月20日（32歳）  | 44       | セール・シャークス       |
| セオ・ダン                         | フッカー       | 2000年12月26日（24歳） | 16       | サラセンズ               |
| ジェイミー・ジョージ               | フッカー       | 1990年10月20日（34歳） | 97       | サラセンズ               |
| フィン・バクスター                 | プロップ       | 2002年2月12日（23歳）  | 6        | ハーレクインズ           |
| ダン・コール                       | プロップ       | 1987年5月9日（38歳）   | 115      | レスター・タイガース     |
| エリス・ゲンジ                     | プロップ       | 1995年2月16日（30歳）  | 62       | ブリストル・ベアーズ     |
| ジョー・ヘイズ                     | プロップ       | 1999年4月13日（26歳）  | 7        | レスター・タイガース     |
| アシュター・オポクフォードジョアー | プロップ       | 2004年7月16日（21歳）  | 1        | セール・シャークス       |
| ベヴァン・ロッド                   | プロップ       | 2000年8月26日（24歳）  | 7        | セール・シャークス       |
| ウィル・スチュアート               | プロップ       | 1996年7月12日（29歳）  | 45       | バース                   |
| オリー・チェサム                   | ロック         | 2000年9月6日（24歳）   | 23       | レスター・タイガース     |
| アレックス・コールズ               | ロック         | 1999年9月21日（25歳）  | 7        | ノーサンプトン・セインツ |
| マロ・イトジェ ()                  | ロック         | 1994年10月28日（30歳） | 88       | サラセンズ               |
| ジョージ・マーティン               | ロック         | 2001年6月18日（24歳）  | 19       | レスター・タイガース     |
| チャンドラー・カニンガムサウス     | バックロー     | 2003年3月18日（22歳）  | 11       | ハーレクインズ           |
| ベン・カリー                       | バックロー     | 1998年6月15日（27歳）  | 6        | セール・シャークス       |
| トム・カリー                       | バックロー     | 1998年6月15日（27歳）  | 56       | セール・シャークス       |
| アレックス・ドンブラント           | バックロー     | 1997年4月29日（28歳）  | 20       | ハーレクインズ           |
| ベン・アール                       | バックロー     | 1998年1月7日（27歳）   | 37       | サラセンズ               |
| テッド・ヒル                       | バックロー     | 1999年3月26日（26歳）  | 2        | バース                   |
| トム・ウィリス                     | バックロー     | 1999年1月18日（26歳）  | 1        | サラセンズ               |
| アレックス・ミッチェル             | スクラムハーフ | 1997年5月25日（28歳）  | 18       | ノーサンプトン・セインツ |
| ハリー・ランドール                 | スクラムハーフ | 1997年12月18日（27歳） | 11       | ブリストル・ベアーズ     |
| ジャック・ヴァン・ポートヴリート   | スクラムハーフ | 2001年5月15日（24歳）  | 16       | レスター・タイガース     |
| ジョージ・フォード                 | フライハーフ   | 1993年3月16日（32歳）  | 98       | セール・シャークス       |
| フィン・スミス                     | フライハーフ   | 2002年5月11日（23歳）  | 6        | ノーサンプトン・セインツ |
| マーカス・スミス                   | フライハーフ   | 1999年2月14日（26歳）  | 39       | ハーレクインズ           |
| オスカル・ベアード                 | センター       | 2001年11月20日（23歳） | 0        | ハーレクインズ           |
| フレイザー・ディングウォール       | センター       | 1999年4月7日（26歳）   | 2        | ノーサンプトン・セインツ |
| オーリー・ローレンス               | センター       | 1999年9月18日（25歳）  | 31       | バース                   |
| ヘンリー・スレイド                 | センター       | 1993年3月19日（32歳）  | 70       | エクセター・チーフス     |
| トミー・フリーマン                 | ウイング       | 2001年3月5日（24歳）   | 16       | ノーサンプトン・セインツ |
| ケイダン・マーリー                 | ウイング       | 1999年1月31日（26歳）  | 0        | ハーレクインズ           |
| トム・ローバック                   | ウイング       | 2001年1月7日（24歳）   | 3        | セール・シャークス       |
| オーリー・スレイトホルム           | ウイング       | 2000年4月13日（25歳）  | 5        | ノーサンプトン・セインツ |
| エリオット・デイリー               | フルバック     | 1992年10月8日（32歳）  | 69       | サラセンズ               |
| フレディ・スチュワード             | フルバック     | 2000年12月5日（24歳）  | 35       | レスター・タイガース     |

### 追加召集
2025年1月21日、アレックス・コールズとアレックス・ドンブラントとアレックス・ミッチェルが負傷. アーサー・クラークとカーティス・ランドンとヘンリー・ポロックとラッフィ・クワークとベン・スペンサーが追加召集された。
2025年2月4日、アレックス・ロゾスキーが追加召集された。
2025年2月16日、アレックス・コールズとアレックス・ドンブラントが追加召集された/。
| 選手                     | ポジション     | 誕生日 (年齢)          | キャップ | チーム                   |
| ------------------------ | -------------- | ---------------------- | -------- | ------------------------ |
| カーティス・ランドン     | プロップ       | 1997年8月3日（27歳）   | 2        | ノーサンプトン・セインツ |
| アーサー・クラーク       | ロック         | 2000年12月19日（24歳） | 0        | グロスター               |
| アレックス・コールズ     | ロック         | 1999年9月21日（25歳）  | 7        | ノーサンプトン・セインツ |
| アレックス・ドンブラント | バックロー     | 1997年4月29日（27歳）  | 19       | ハーレクインズ           |
| ヘンリー・ポロック       | バックロー     | 2005年1月14日（20歳）  | 0        | ノーサンプトン・セインツ |
| ラッフィ・クワーク       | スクラムハーフ | 2001年8月18日（23歳）  | 2        | セール・シャークス       |
| ベン・スペンサー         | スクラムハーフ | 1992年7月31日（32歳）  | 4        | バース                   |
| アレックス・ロゾスキー   | センター       | 1993年6月30日（31歳）  | 5        | サラセンズ               |

## フランス
2025年1月15日、フランス代表ヘッドコーチファビアン・ガルティエがスコッドメンバーを発表した
- ヘッドコーチ :  ファビアン・ガルティエ

| 選手                         | ポジション     | 誕生日 (年齢)          | キャップ | チーム                     |
| ---------------------------- | -------------- | ---------------------- | -------- | -------------------------- |
| マキシム・レイマズ           | フッカー       | 1998年10月3日（26歳）  | 0        | ユニオン・ボルドー・ベグル |
| ジュリアン・マルシャン       | フッカー       | 1995年5月10日（30歳）  | 40       | トゥールーズ               |
| ペアト・モーヴァカ           | フッカー       | 1997年1月10日（28歳）  | 37       | トゥールーズ               |
| ドリアン・アルデゲーリ       | プロップ       | 1993年8月4日（31歳）   | 19       | トゥールーズ               |
| ウイニ・アトニオ             | プロップ       | 1990年3月26日（35歳）  | 63       | ラ・ロシェル               |
| シリル・バイユ               | プロップ       | 1993年9月15日（31歳）  | 52       | トゥールーズ               |
| ギオルギ・べリア             | プロップ       | 1999年11月11日（25歳） | 0        | USAペルピニャン            |
| ジョルジュ＝アンリ・コロンブ | プロップ       | 1998年4月9日（27歳）   | 7        | ラ・ロシェル               |
| ジェーン・バティスト・グロス | プロップ       | 1999年5月29日（26歳）  | 32       | RCトゥーロン               |
| ダニー・プリッソ             | プロップ       | 1994年1月2日（31歳）   | 18       | RCトゥーロン               |
| ラバー・スリマニ             | プロップ       | 1989年10月18日（35歳） | 57       | レンスター                 |
| ウーゴ・オラドゥ             | ロック         | 2003年7月20日（21歳）  | 1        | ポー                       |
| ジョシュア・ブレンナン       | ロック         | 2001年11月28日（23歳） | 0        | トゥールーズ               |
| ティボー・フランマン         | ロック         | 1997年4月29日（28歳）  | 29       | トゥールーズ               |
| マチェー・タンガイ           | ロック         | 2001年8月15日（23歳）  | 0        | RCトゥーロン               |
| エマヌエル・メアフォー       | ロック         | 1998年7月12日（27歳）  | 5        | トゥールーズ               |
| ロマン・タオフィフェヌア     | ロック         | 1990年9月14日（34歳）  | 53       | リヨンOU                   |
| エステバン・アバディ         | バックロー     | 1997年2月1日（28歳）   | 1        | RCトゥーロン               |
| グレゴリー・アルドリット     | バックロー     | 1997年3月23日（28歳）  | 51       | ラ・ロシェル               |
| ポール・ブドゥアン           | バックロー     | 1999年11月21日（25歳） | 14       | ラ・ロシェル               |
| フランソワ・クロス           | バックロー     | 1994年3月25日（31歳）  | 34       | トゥールーズ               |
| マルコ・ガッゾティ           | バックロー     | 2004年9月24日（20歳）  | 1        | ユニオン・ボルドー・ベグル |
| オスカル・ジェグー           | バックロー     | 2003年5月31日（22歳）  | 1        | ラ・ロシェル               |
| アントニー・ジェロンチ       | バックロー     | 1996年7月28日（28歳）  | 29       | トゥールーズ               |
| アントワーヌ・デュポン ()    | スクラムハーフ | 1996年11月15日（28歳） | 55       | トゥールーズ               |
| ノラン・ル・ガレック         | スクラムハーフ | 2002年5月14日（23歳）  | 7        | ラシン92                   |
| マキシム・ルク               | スクラムハーフ | 1993年1月12日（32歳）  | 24       | ユニオン・ボルドー・ベグル |
| マチュー・ジャリベール       | フライハーフ   | 1998年11月6日（26歳）  | 34       | ユニオン・ボルドー・ベグル |
| ロマン・ヌタマック           | フライハーフ   | 1999年5月1日（26歳）   | 37       | トゥールーズ               |
| ピエール＝ルイ・バラシ       | センター       | 1998年4月22日（27歳）  | 3        | トゥールーズ               |
| ニコラス・デプーアテレ       | センター       | 2003年1月13日（22歳）  | 2        | ユニオン・ボルドー・ベグル |
| アントワーヌ・フリシュ       | センター       | 1996年6月1日（29歳）   | 2        | RCトゥーロン               |
| エミリエン・ガイルレトン     | センター       | 2003年7月13日（22歳）  | 6        | ポー                       |
| ヨーラム・モエファナ         | センター       | 2000年7月18日（25歳）  | 31       | ユニオン・ボルドー・ベグル |
| ノア・ネーン                 | センター       | 2004年10月14日（20歳） | 0        | USダクス                   |
| テオ・アティソグベ           | ウイング       | 2004年11月19日（20歳） | 3        | ポー                       |
| ルイ・ビエル＝ビアレ         | ウイング       | 2003年6月16日（22歳）  | 14       | ユニオン・ボルドー・ベグル |
| ガエル・ドリーン             | ウイング       | 2000年10月22日（24歳） | 0        | RCトゥーロン               |
| ダミアン・プノー             | ウイング       | 1996年9月25日（28歳）  | 53       | ユニオン・ボルドー・ベグル |
| ギャビン・ヴィリエール       | ウイング       | 1995年12月13日（29歳） | 18       | RCトゥーロン               |
| レオ・バレ                   | フルバック     | 2002年8月20日（22歳）  | 6        | スタッド・フランセ         |
| トマ・ラモス                 | フルバック     | 1995年7月23日（29歳）  | 39       | トゥールーズ               |

### 追加召集
2025年1月29日、ミケール・ギヤールとアレクサンドル・ルマが追加召集された。
2025年2月1日、テヴィタ・タタフが追加召集された.
| 選手                 | ポジション | 誕生日 (年齢)          | キャップ | チーム       |
| -------------------- | ---------- | ---------------------- | -------- | ------------ |
| テヴィタ・タタフ     | プロップ   | 2002年10月13日（22歳） | 2        | バイヨンヌ   |
| ミケール・ギヤール   | ロック     | 2000年12月10日（24歳） | 5        | リヨンOU     |
| アレクサンドル・ルマ | バックロー | 1997年6月27日（27歳）  | 7        | トゥールーズ |

## アイルランド
2025年1月15日、アイルランド代表ヘッドコーチ代行サイモン・イースタービーがスコッドメンバーを発表した
- ヘッドコーチ :  サイモン・イースタービー

| 選手                           | ポジション     | 誕生日 (年齢)          | キャップ | チーム     |
| ------------------------------ | -------------- | ---------------------- | -------- | ---------- |
| ロブ・ハーリング               | フッカー       | 1990年4月27日（35歳）  | 43       | アルスター |
| ローナン・ケラハー             | フッカー       | 1998年1月24日（27歳）  | 37       | レンスター |
| ガス・マッカーシー             | フッカー       | 1998年1月24日（27歳）  | 2        | レンスター |
| ダン・シーハン                 | フッカー       | 1998年9月17日（26歳）  | 27       | レンスター |
| フィンレイ・ビーラム           | プロップ       | 1991年10月9日（33歳）  | 46       | コナート   |
| ジャック・ボイル               | プロップ       | 2002年3月10日（23歳）  | 0        | レンスター |
| トム・クラークソン             | プロップ       | 2000年2月22日（25歳）  | 2        | レンスター |
| タイグ・ファーロング           | プロップ       | 1992年11月14日（32歳） | 78       | レンスター |
| キアン・ヒーリー               | プロップ       | 1987年10月7日（37歳）  | 134      | レンスター |
| アンドリュー・ポーター         | プロップ       | 1996年1月16日（29歳）  | 70       | レンスター |
| タイグ・バーン                 | ロック         | 1992年1月8日（33歳）   | 56       | マンスター |
| イアン・ヘンダーソン           | ロック         | 1992年2月21日（33歳）  | 84       | アルスター |
| コーマック・イズチュクー       | ロック         | 2000年1月28日（25歳）  | 1        | アルスター |
| ジョー・マッカーシー           | ロック         | 2001年3月26日（24歳）  | 16       | レンスター |
| ジェームズ・ライアン           | ロック         | 1996年7月24日（28歳）  | 67       | レンスター |
| ライアン・ベアード             | バックロー     | 1999年7月26日（25歳）  | 23       | レンスター |
| ピーター・オマホニー()         | バックロー     | 1989年9月17日（35歳）  | 110      | マンスター |
| キヨン・プレンダーガスト       | バックロー     | 2000年2月23日（25歳）  | 4        | コナート   |
| ジョシュ・ファンダーフリーアー | バックロー     | 1993年4月25日（32歳）  | 68       | レンスター |
| ジャック・コナン               | バックロー     | 1992年7月29日（32歳）  | 46       | レンスター |
| ケーラン・ドリス               | バックロー     | 1998年4月2日（27歳）   | 47       | レンスター |
| ケーラン・ブレイド             | スクラムハーフ | 1994年4月29日（31歳）  | 3        | コナート   |
| ジャミソン・ギブソン＝パーク   | スクラムハーフ | 1992年2月23日（33歳）  | 38       | レンスター |
| コナー・マレー                 | スクラムハーフ | 1989年4月20日（36歳）  | 120      | マンスター |
| ジャック・クロウリー           | フライハーフ   | 2000年1月13日（25歳）  | 19       | マンスター |
| サム・プレンダーガスト         | フライハーフ   | 2003年2月12日（22歳）  | 3        | レンスター |
| バンディー・アキ               | センター       | 1990年4月7日（35歳）   | 60       | コナート   |
| キアラン・フローリー           | センター       | 1997年12月4日（27歳）  | 8        | レンスター |
| ロビー・ヘンショー             | センター       | 1993年6月12日（32歳）  | 77       | レンスター |
| ジェイミー・オズボーン         | センター       | 2001年11月16日（23歳） | 5        | レンスター |
| ギャリー・リングローズ         | センター       | 1995年1月26日（30歳）  | 63       | レンスター |
| マック・ハンセン               | ウイング       | 1998年3月27日（27歳）  | 25       | コナート   |
| ジェームズ・ロウ               | ウイング       | 1992年7月8日（33歳）   | 36       | レンスター |
| カルヴィン・ナッシュ           | ウイング       | 1997年8月8日（27歳）   | 8        | マンスター |
| ヒューゴ・キーナン             | フルバック     | 1996年6月18日（29歳）  | 42       | レンスター |
| ジミー・オブライエン           | フルバック     | 1996年11月27日（28歳） | 8        | レンスター |

### 育成選手
| 選手                     | ポジション     | 誕生日 (年齢)         | キャップ | チーム     |
| ------------------------ | -------------- | --------------------- | -------- | ---------- |
| ジェームズ・マクナボニー | バックロー     | 2003年2月28日（21歳） | 0        | アルスター |
| ベン・マーフィー         | スクラムハーフ | 2001年4月23日（23歳） | 0        | コナート   |
| ヒュー・コーニー         | センター       | 2003年6月26日（21歳） | 0        | レンスター |
| カハル・フォード         | センター       | 2001年4月11日（23歳） | 0        | コナート   |

### 追加召集
2025年1月26日、タイグ・ファーロングが離脱。ジャック・エインジアーが追加召集された。
2025年2月3日、トーマス・アハーン・シェイン・ボルトンが追加召集された
2025年2月16日、ギャビン・クームズとジョン・ホーネットとディアムイド・マンガンとスチュアート・マクロスキーとジェイコブ・ストックデイルとニック・ティモニーが追加召集された。
2025年3月3日、マックス・ディーガンとダラー・マレーとトミー・オブライエンとトム・オトゥールが追加召集された。
| 選手                       | ポジション | 誕生日 (年齢)          | キャップ | チーム     |
| -------------------------- | ---------- | ---------------------- | -------- | ---------- |
| ジャック・エインジアー     | プロップ   | 1998年11月20日（26歳） | 0        | コナート   |
| トム・オトゥール           | プロップ   | 1998年9月23日（26歳）  | 16       | アルスター |
| トーマス・アハーン         | ロック     | 2000年2月22日（24歳）  | 0        | マンスター |
| ダラー・マレー             | ロック     | 2001年7月4日（23歳）   | 0        | コナート   |
| ギャビン・クームズ         | バックロー | 1997年12月11日（27歳） | 2        | マンスター |
| マックス・ディーガン       | バックロー | 1996年10月1日（28歳）  | 2        | レンスター |
| ジョン・ホーネット         | バックロー | 1999年1月10日（26歳）  | 0        | マンスター |
| ディアムイド・マンガン     | バックロー | 2003年3月6日（21歳）   | 0        | レンスター |
| ニック・ティモニー         | バックロー | 1995年8月1日（29歳）   | 3        | アルスター |
| スチュアート・マクロスキー | センター   | 1992年8月6日（32歳）   | 19       | アルスター |
| トミー・オブライエン       | センター   | 1998年5月28日（26歳）  | 0        | レンスター |
| シェイン・ボルトン         | ウイング   | 2000年6月29日（24歳）  | 0        | コナート   |
| ジェイコブ・ストックデイル | ウイング   | 1996年4月3日（28歳）   | 38       | アルスター |

## イタリア
2025年1月10日、イタリア代表ヘッドコーチゴンサロ・ケサダがスコッドメンバーを発表した
- ヘッドコーチ :  ゴンサロ・ケサダ

| 選手                           | ポジション     | 誕生日 (年齢)          | キャップ | チーム                       |
| ------------------------------ | -------------- | ---------------------- | -------- | ---------------------------- |
| ジャンマルコ・ルッケージ       | フッカー       | 2000年9月10日（24歳）  | 28       | RCトゥーロン                 |
| ジャコモ・ニコテーラ           | フッカー       | 1996年7月15日（29歳）  | 28       | ベネットン                   |
| シモーネ・フェッラーリ         | プロップ       | 1994年3月28日（31歳）  | 59       | ベネットン                   |
| ダニーロ・フィスケッティ       | プロップ       | 1998年1月26日（27歳）  | 47       | ゼブレ・パルマ               |
| マルコ・リッチョーニ           | プロップ       | 1997年10月19日（27歳） | 30       | サラセンズ                   |
| ルカ・リッゾーリ               | プロップ       | 2002年5月3日（23歳）   | 0        | ゼブレ・パルマ               |
| ジオスエ・ジロッチ             | プロップ       | 1997年1月15日（28歳）  | 22       | ベネットン                   |
| ニッコロ・カンノーネ           | ロック         | 1998年5月17日（27歳）  | 47       | ベネットン                   |
| ディノ・ラム                   | ロック         | 1998年4月18日（27歳）  | 9        | ハーレクインズ               |
| フェデリコ・ルッツァー         | ロック         | 1994年8月4日（30歳）   | 59       | ベネットン                   |
| リッカルド・ファヴレット       | ロック         | 2001年10月18日（23歳） | 4        | ベネットン                   |
| アレッサンドロ・イゼコール     | バックロー     | 2000年3月5日（25歳）   | 4        | ベネットン                   |
| ミケーレ・ラマロ()             | バックロー     | 1998年6月3日（27歳）   | 43       | ベネットン                   |
| セバスティアン・ネグリ         | バックロー     | 1994年6月30日（31歳）  | 58       | ベネットン                   |
| マヌエル・ズリアーニ           | バックロー     | 2000年4月26日（25歳）  | 27       | ベネットン                   |
| ロレンツォ・カンノーネ         | バックロー     | 2001年1月28日（24歳）  | 23       | ベネットン                   |
| ロス・ヴィンツェント           | バックロー     | 2002年6月5日（23歳）   | 9        | エクセター・チーフス         |
| アレッサンドロ・ガルビシ       | スクラムハーフ | 2002年4月11日（23歳）  | 13       | ベネットン                   |
| マーティン・ページ＝レロ       | スクラムハーフ | 1999年1月6日（26歳）   | 13       | リヨンOU                     |
| スティーブン・バーニー         | スクラムハーフ | 2001年5月16日（24歳）  | 30       | グロスター                   |
| トンマーゾ・アラン             | フライハーフ   | 1993年4月26日（32歳）  | 81       | USAペルピニャン              |
| パオロ・ガルビシ               | フライハーフ   | 2000年4月26日（25歳）  | 41       | モンペリエ・エロー・ラグビー |
| レオナルド・マリン             | フライハーフ   | 2002年2月23日（23歳）  | 13       | ベネットン                   |
| フアン・イグナシオ・ブレックス | センター       | 1992年5月26日（33歳）  | 41       | ベネットン                   |
| ギウリオ・ベルタシーニ         | センター       | 2000年11月29日（24歳） | 1        | ゼブレ・パルマ               |
| トンマーゾ・メノンチェッロ     | センター       | 2002年8月20日（22歳）  | 23       | ベネットン                   |
| モンティ・イオアネ             | ウイング       | 1994年10月30日（30歳） | 35       | リヨンOU                     |
| シモーネ・ジェジ               | ウイング       | 2001年5月23日（24歳）  | 1        | ゼブレ・パルマ               |
| ヤコポ・トゥルッラ             | ウイング       | 2000年7月5日（25歳）   | 12       | ゼブレ・パルマ               |
| アンジェ・カプオッツォ         | フルバック     | 1999年4月30日（26歳）  | 23       | トゥールーズ                 |
| マット・ギャラガー             | フルバック     | 1996年10月26日（28歳） | 2        | ベネットン                   |

## スコットランド
2025年1月15日、スコットランド代表ヘッドコーチグレガー・タウンゼンドはスコッドメンバーを発表した
- ヘッドコーチ :  グレガー・タウンゼンド

| 選手                               | ポジション     | 誕生日 (年齢)          | キャップ | チーム                     |
| ---------------------------------- | -------------- | ---------------------- | -------- | -------------------------- |
| イワン・アシュマン                 | フッカー       | 2000年4月3日（25歳）   | 22       | エディンバラ               |
| デイヴ・チェリー                   | フッカー       | 1991年1月3日（34歳）   | 11       | エディンバラ               |
| パトリック・ハリソン               | フッカー       | 2002年6月20日（23歳）  | 3        | エディンバラ               |
| ディラン・リチャードソン           | フッカー       | 1999年1月15日（26歳）  | 6        | シャークス                 |
| ジェイミー・バッティ               | プロップ       | 1993年9月8日（31歳）   | 35       | グラスゴー・ウォリアーズ   |
| ザンダー・ファーガソン             | プロップ       | 1996年1月19日（29歳）  | 70       | グラスゴー・ウォリアーズ   |
| ウィル・ハード                     | プロップ       | 1999年6月29日（26歳）  | 4        | レスター・タイガース       |
| ダルシー・ラエ                     | プロップ       | 1994年12月21日（30歳） | 2        | エディンバラ               |
| ピエール・スクーマン               | プロップ       | 1994年5月7日（31歳）   | 37       | エディンバラ               |
| ローリー・サザーランド             | プロップ       | 1992年8月24日（32歳）  | 37       | グラスゴー・ウォリアーズ   |
| スコット・カミングス               | ロック         | 1996年12月3日（28歳）  | 42       | グラスゴー・ウォリアーズ   |
| グラント・ギルクリスト             | ロック         | 1990年8月9日（34歳）   | 74       | エディンバラ               |
| ジョニー・グレイ                   | ロック         | 1994年3月14日（31歳）  | 77       | ユニオン・ボルドー・ベグル |
| マーシャル・サイクス               | ロック         | 1999年12月29日（25歳） | 1        | エディンバラ               |
| ジョシュ・ベイリス                 | バックロー     | 1997年9月18日（27歳）  | 10       | バース                     |
| グレゴー・ブラウン                 | バックロー     | 2001年7月1日（24歳）   | 4        | グラスゴー・ウォリアーズ   |
| ルーク・クロスビー                 | バックロー     | 1997年4月22日（28歳）  | 12       | エディンバラ               |
| ロリー・ダージ ()                  | バックロー     | 2000年2月23日（25歳）  | 25       | グラスゴー・ウォリアーズ   |
| ジャック・デンプシー               | バックロー     | 1994年4月12日（31歳）  | 22       | グラスゴー・ウォリアーズ   |
| マット・ファーガソン               | バックロー     | 1998年7月16日（27歳）  | 50       | グラスゴー・ウォリアーズ   |
| ジャック・マン                     | バックロー     | 1999年11月17日（25歳） | 0        | グラスゴー・ウォリアーズ   |
| ジェイミー・リッチー               | バックロー     | 1996年8月16日（28歳）  | 54       | エディンバラ               |
| ジェミー・ドビー                   | スクラムハーフ | 2001年6月7日（24歳）   | 9        | グラスゴー・ウォリアーズ   |
| ジョージ・ホーン                   | スクラムハーフ | 1995年5月12日（30歳）  | 34       | グラスゴー・ウォリアーズ   |
| ベン・ホワイト                     | スクラムハーフ | 1998年5月27日（27歳）  | 24       | RCトゥーロン               |
| フェーガス・ブルケ                 | フライハーフ   | 1999年9月3日（25歳）   | 0        | サラセンズ                 |
| トム・ジョーダン                   | フライハーフ   | 1998年9月18日（26歳）  | 3        | グラスゴー・ウォリアーズ   |
| フィン・ラッセル ()                | フライハーフ   | 1992年9月23日（32歳）  | 82       | バース                     |
| マット・カーリー                   | センター       | 2001年2月22日（24歳）  | 4        | エディンバラ               |
| ローリー・ハッチソン               | センター       | 1995年1月29日（30歳）  | 8        | ノーサンプトン・セインツ   |
| ヒュー・ジョーンズ                 | センター       | 1993年12月17日（31歳） | 53       | グラスゴー・ウォリアーズ   |
| スタッフォード・マクドウォール     | センター       | 1998年2月24日（27歳）  | 8        | グラスゴー・ウォリアーズ   |
| シオネ・トゥイプロトゥ             | センター       | 1997年2月12日（28歳）  | 30       | グラスゴー・ウォリアーズ   |
| ダーシー・グレアム                 | ウイング       | 1997年6月21日（28歳）  | 42       | エディンバラ               |
| カイル・ロウ                       | ウイング       | 1998年2月8日（27歳）   | 9        | グラスゴー・ウォリアーズ   |
| ドゥーハン・ファン・デル・メルヴァ | ウイング       | 1995年6月4日（30歳）   | 44       | エディンバラ               |
| ブレア・キングホーン               | フルバック     | 1997年1月18日（28歳）  | 55       | トゥールーズ               |

### 追加召集
2025年1月20日、主将シオネ・トゥイプロトゥとスコット・カミングスが負傷で離脱. ロリー・ダージとフィン・ラッセル が共同主将に就任。
2025年1月21日、ディラン・リチャードソンが肩の負傷で離脱。アーロン・レードが追加召集された
2025年1月27日、ジョシュ・ベイリスが負傷で離脱。ユアン・フェーリー・キャメロン・ヘンダーソン・ユアン・ジョンソン・アレックス・マシバカ・オリー・スミスが追加召集された。
2025年3月3日、ネイサン・マクベスとベン・マンカスターとマット・カーリーが追加召集された。
| 選手                     | ポジション | 誕生日 (年齢)          | キャップ | チーム                           |
| ------------------------ | ---------- | ---------------------- | -------- | -------------------------------- |
| ネイサン・マクベス       | プロップ   | 1998年6月8日（26歳）   | 2        | グラスゴー・ウォリアーズ         |
| キャメロン・ヘンダーソン | ロック     | 2000年1月13日（25歳）  | 1        | レスター・タイガース             |
| ユアン・ジョンソン       | ロック     | 1999年6月27日（26歳）  | 4        | オヨナ                           |
| ユアン・フェーリー       | バックロー | 2001年7月23日（23歳）  | 0        | グラスゴー・ウォリアーズ         |
| アレックス・マシバカ     | バックロー | 2001年8月9日（23歳）   | 0        | ソヨー・アングレームXVシャラント |
| ベン・マンカスター       | バックロー | 2001年10月14日（23歳） | 1        | エディンバラ                     |
| マット・カーリー         | センター   | 2001年2月22日（24歳）  | 4        | エディンバラ                     |
| アーロン・レード         | ウイング   | 1999年7月10日（26歳）  | 3        | セール・シャークス               |

## ウェールズ
2025年1月13日、ウェールズ代表ヘッドコーチウォーレン・ガットランドがスコッドメンバーを発表した
- ヘッドコーチ :  ウォーレン・ガットランド	(2節まで), マット・シェラット(3節から)

| 選手                     | ポジション     | 誕生日 (年齢)          | キャップ | チーム               |
| ------------------------ | -------------- | ---------------------- | -------- | -------------------- |
| エリオット・ディー       | フッカー       | 1994年3月7日（31歳）   | 51       | ドラゴンズ           |
| エヴァン・ロイド         | フッカー       | 2001年12月28日（23歳） | 5        | カーディフ           |
| サム・パリー             | フッカー       | 1991年12月17日（33歳） | 7        | オスプリーズ         |
| キーロン・アシラッティ   | プロップ       | 1997年6月30日（28歳）  | 10       | カーディフ           |
| ウィルグリフ・ジョン     | プロップ       | 1992年12月14日（32歳） | 2        | セール・シャークス   |
| キャムスレー・マティアス | プロップ       | 1999年7月29日（25歳）  | 5        | スカーレッツ         |
| ニッキー・スミス         | プロップ       | 1994年4月7日（31歳）   | 49       | レスター・タイガース |
| ギャレス・トーマス       | プロップ       | 1993年8月2日（31歳）   | 35       | オスプリーズ         |
| ヘンリー・トーマス       | プロップ       | 1991年10月30日（33歳） | 4        | スカーレッツ         |
| ダフィド・ジェンキンス   | ロック         | 2002年12月5日（22歳）  | 19       | エクセター・チーフス |
| ウィル・ローランド       | ロック         | 1991年9月19日（33歳）  | 36       | ラシン92             |
| フレディー・トーマス     | ロック         | 2001年11月9日（23歳）  | 1        | グロスター           |
| クリスト・チウンザ       | ロック         | 2002年1月9日（23歳）   | 15       | エクセター・チーフス |
| テディ・ウィリアムズ     | ロック         | 2000年10月18日（24歳） | 2        | カーディフ           |
| ジェームズ・ボタム       | バックロー     | 1998年2月22日（27歳）  | 16       | カーディフ           |
| タウルペ・ファレタウ     | バックロー     | 1990年11月12日（34歳） | 104      | カーディフ           |
| ジャック・モーガン       | バックロー     | 2000年1月21日（25歳）  | 17       | オスプリーズ         |
| トミー・レフェル         | バックロー     | 1999年4月27日（26歳）  | 23       | レスター・タイガース |
| アーロン・ウェインライト | バックロー     | 1997年9月25日（27歳）  | 52       | ドラゴンズ           |
| エイリス・べヴァン       | スクラムハーフ | 2000年3月10日（25歳）  | 6        | カーディフ           |
| ロドリー・ウィリアムズ   | スクラムハーフ | 1993年5月5日（32歳）   | 5        | ドラゴンズ           |
| トモス・ウィリアムズ     | スクラムハーフ | 1995年1月1日（30歳）   | 59       | グロスター           |
| ダン・エドワーズ         | フライハーフ   | 2003年5月7日（22歳）   | 0        | オスプリーズ         |
| ベン・トーマス           | フライハーフ   | 1998年11月25日（26歳） | 7        | カーディフ           |
| エディー・ジェームス     | センター       | 2002年8月10日（22歳）  | 3        | スカーレッツ         |
| ジョー・ロバーツ         | センター       | 2000年5月10日（25歳）  | 2        | スカーレッツ         |
| ニック・トンプキンズ     | センター       | 1995年2月16日（30歳）  | 38       | サラセンズ           |
| オーウェン・ワトキン     | センター       | 1996年10月12日（28歳） | 42       | オスプリーズ         |
| ジョシュ・アダムス       | ウイング       | 1995年4月21日（30歳）  | 59       | カーディフ           |
| ジョシュ・ハーサウェイ   | ウイング       | 2003年10月19日（21歳） | 1        | グロスター           |
| エリス・ミー             | ウイング       | 2003年10月6日（21歳）  | 0        | スカーレッツ         |
| ブレア・マレー           | ウイング       | 2001年10月9日（23歳）  | 3        | スカーレッツ         |
| キャメロン・ウィネット   | フルバック     | 2003年1月7日（22歳）   | 7        | カーディフ           |
| トム・ロジャース         | フルバック     | 1998年12月17日（26歳） | 5        | スカーレッツ         |
| リアム・ウィリアムズ     | フルバック     | 1991年4月9日（34歳）   | 92       | サラセンズ           |

### 追加召集
2025年1月27日、ベン・ウォーレンが追加召集された。
2025年2月3日、アーロン・ウェインライトが試合中の負傷で離脱。テイン・プラムツリーが追加召集された。
2025年2月13日、マックス・ルウェリンとガレス・アンスコムとジャロッド・エヴァンズが追加召集された。
| 選手                   | ポジション   | 誕生日 (年齢)         | キャップ | チーム         |
| ---------------------- | ------------ | --------------------- | -------- | -------------- |
| ベン・ウォーレン       | プロップ     | 2000年4月24日（24歳） | 0        | オスプリーズ   |
| テイン・プラムツリー   | バックロー   | 2000年3月9日（24歳）  | 0        | スカーレッツ   |
| ガレス・アンスコム     | フライハーフ | 1991年5月10日（33歳） | 39       | グロスター     |
| ジャロッド・エヴァンズ | フライハーフ | 1996年7月25日（28歳） | 8        | ハーレクインズ |
| マックス・ルウェリン   | センター     | 1999年1月13日（26歳） | 5        | グロスター     |